# Кяпа
Кяпа (ест. Käpa) — село в Естонії, входить до складу волості Вастселійна, повіту Вирумаа.